# Canthyloscelidae
Famille
Les Canthyloscelidae sont une petite famille relique de diptères nématocères proche des Scatopsidae. Elle comprend 15 espèces décrites dans le monde (Nouvelle-Zélande, Amérique du Nord, Amérique du Sud, Japon, Russie), dont 3 présentes en Europe, plus une espèce fossile du Jurassique moyen. Ces moucherons, rarement capturés, sont des indicateurs de vieilles forêts proches de l'état naturel. Les larves sont saproxylobiontes, se développant dans le bois en décomposition.

## Listes des genres et espèces
D'après The BioSystematic Database of World Diptera :
- Canthyloscelis Edwards, 1922
  - Canthyloscelis antennata Edwards, 1922
  - Canthyloscelis apicata Edwards, 1934
  - Canthyloscelis balaena Hutson, 1977
  - Canthyloscelis brevicornis Nagatomi, 1983
  - Canthyloscelis claripennis Edwards, 1922
  - Canthyloscelis nigricoxa Edwards, 1922
  - Canthyloscelis pectinata Edwards, 1930
  - Canthyloscelis pectipennis Edwards, 1930
  - Canthyloscelis valdiviana Tollet, 1959
- Exiliscelis Hutson 1977
  - Exiliscelis californiensis Hutson, 1977
- Hyperoscelis Hardy & Nagatomi 1960
  - Hyperoscelis eximia (Boheman, 1858), présente en Europe
  - Hyperoscelis veternosa Mamaev & Krivosheina, 1969, présente en Europe
- Prohyperoscelis Kovalev 1985
  - Prohyperoscelis jurassicus Kovalev, 1985 (fossile)
- Synneuron Lundström 1910
  - Synneuron annulipes Lundström, 1910, présente en Europe
  - Synneuron decipens Hutson, 1977
  - Synneuron sylvestre Mamaev & Krivosheina, 1969